# Matorrales
Matorrales es una localidad situada en la pedanía Matorrales del departamento Río Segundo, Córdoba, Argentina.
Está compuesta por 1012 habitantes, y se encuentra situada a 98 km de la ciudad de Córdoba, sobre la Ruta Provincial 10.
Su principal actividad económica es la agricultura, la ganadería y en menor medida la industria.
Las Fiestas Patronales se celebran anualmente el 13 de junio en honor a San Antonio de Padua. Otro acontecimiento importante en el pueblo es la Fiesta del Salame Casero y la despedida de fin de año, esta última se realiza en las inmediaciones de la plaza San Martín donde concurren centenares de personas (locales y de diversos pueblos aledaños) a una cena "a la canasta", la fiesta se extiende hasta la madrugada del día siguiente desde el año 2000.

## Instituciones de enseñanza
- Centro de Cuidados Infantiles (CCI)
- Educación Inicial: Jardín de Infantes Domingo F. Sarmiento.

- Educación Primaria: Domingo F. Sarmiento.
- Educación Secundaria: IPEM N° 303 Liberador Gral. San Martín.
- Educación para adultos: CENMA N.º 186 Anexo Matorrales.

## Sismicidad
La sismicidad de la región de Córdoba es frecuente y de intensidad baja, y un silencio sísmico de terremotos medios a graves cada 30 años en áreas aleatorias. Sus últimas expresiones se produjeron:
- 22 de septiembre de 1908 (116 años), a las 17.00 UTC-3, con 6,5 Richter, escala de Mercalli VII; ubicación 30°30′0″S 64°30′0″O / -30.50000, -64.50000; profundidad: 100 km; produjo daños en Deán Funes, Cruz del Eje y Soto, provincia de Córdoba, y en el sur de las provincias de Santiago del Estero, La Rioja y Catamarca[2]

- 16 de enero de 1947 (78 años), a las 2.37 UTC-3, con una magnitud aproximadamente de 5,5 en la escala de Richter (terremoto de Córdoba de 1947)[1]

- 28 de marzo de 1955 (70 años), a las 6.20 UTC-3 con 6,9 Richter: además de la gravedad física del fenómeno se unió el desconocimiento absoluto de la población a estos eventos recurrentes (terremoto de Villa Giardino de 1955)
- 7 de septiembre de 2004 (20 años), a las 8.53 UTC-3 con 4,1 Richter
- 25 de diciembre de 2009 (15 años), a las 21.42 UTC-3 con 4,0 Richter